# Vipio sareptanus
Vipio sareptanus är en stekelart som beskrevs av Johann Heinrich Carl Kawall 1865. Vipio sareptanus ingår i släktet Vipio och familjen bracksteklar. Inga underarter finns listade i Catalogue of Life.